# Xinglong
För andra betydelser, se Xinglong (olika betydelser).
Xinglong, även romaniserat Hinglung, är ett härad som lyder under Chengde i Hebei-provinsen i norra Kina.